# Обершнайдінг
Обершнайдінг (нім. Oberschneiding) — громада в Німеччині, розташована в землі Баварія. Підпорядковується адміністративному округу Нижня Баварія. Входить до складу району Штраубінг-Боген.
Площа — 60,77 км2. Населення становить 3203 ос. (станом на 31 грудня 2020).